# Hovedforhandling
 Der er for få eller ingen kildehenvisninger i denne artikel, hvilket er et problem. Du kan hjælpe ved at angive troværdige kilder til de påstande, som fremføres i artiklen.

Hovedforhandling betegner den del af processen i en retssag, der foregår ved en domstol umiddelbart før eventuelt afgørelse af skyldsspørgsmål og afsigelse af dom. Før retsplejereformen i 2007 kaldtes hovedforhandlingen i Danmark for domsforhandling. Men betegnelsen blev ændret så den stemmer med, hvad hovedforhandlingen kaldes i de øvrige nordiske lande.

## Forløbet i hovedforhandlingen
Det typiske forløb i en hovedforhandling foregår nogenlunde således (idet der kan forekomme variationer fra land til land):
- Nedlæggelse af påstande og fremførsel af anbringender: Sagens parter fremfører deres krav og kortfattede begrundelser for disse.

- Fremlæggelse af beviser, som retten skal tage stilling til. Herunder afhøring af vidner.

- Procedure: Sagens parter argumenterer og konkluderer i forhold til de oprindelige påstande og anbringender.

- Votering og dom: Dommeren (eller dommerne) trækker sig tilbage for at vurdere parternes argumenter og afsiger herefter dom.

I nogle straffesager kan der desuden medvirke lægdommere eller nævninge. Disse afgør ofte kun skyldsspørgmålet, men udmåler i nogle lande også straffen. Det er forskelligt fra land til land i hvilke sager, der medvirker nævninge.

## Fysiske rammer
I reglen foregår hovedforhandlinger altid i en retsbygning i et særligt lokale indrettet dertil. Dommeren eller dommerne sidder i den ene ende af lokalet, ofte på en forhøjning i gulvet. I mange lande bærer dommerne særlige kapper, oftest sorte, og i enkelte lande desuden en særlig paryk. Midt i retslokalet er der en vidneskranke, som vidner placeres i under afhøring. I hver side af lokalet sidder sagens parter. I Danmark er hovedreglen, at sagsøger (eller anklager) sidder til venstre for dommerne (set fra dommerens vinkel) og sagsøgte (eller den tiltalte) til højre. Desuden er der i retslokalet tilhørerpladser.

## Offentlighedens adgang
Efter grundlovens § 65 skal den danske retspleje i videst muligt omfang gennemføres offentligt og mundtligt. Udgangspunktet i den danske retsplejelov (§ 28a) er derfor også, at retsmøder er offentlige, medmindre andet er bestemt ved lov eller i medfør af lov. Det betyder, at journalister og andre som udgangspunkt har ret til at overvære møder og referere, hvad der foregår.
Retten kan bestemme, at et retsmøde skal holdes for lukkede døre. Det betyder, at det kun er tilladt for sagens parter og det nødvendige personale at være til stede i retslokalet. Det betyder også, at det er forbudt at referere offentligt, hvad der er kommet frem under retsmødet, medmindre dørlukningen udelukkende er sket for at holde ro og orden i retslokalet.
I visse tilfælde kan også selve spørgsmålet om, hvorvidt retsmødet skal holdes for lukkede døre, behandles uden at offentligheden, heller ikke journalister, har adgang. Dette kaldes for dobbelt lukkede døre.